# Oblężenie Konstantynopola (1422)
Oblężenie Konstantynopola – w 1422 roku była to druga, nieudana próba zdobycia stolicy Cesarstwa Bizantyjskiego przez Imperium Osmańskie. Pierwsza  próba miała miejsce w roku 1396, a dopiero trzecia próba w roku 1453 była skuteczna i zakończyła się upadkiem Konstantynopola. Obroną miasta kierował cesarz Manuel II Paleolog i jego syn Jan VIII Paleolog, a wojskami tureckimi dowodził sułtan Murad II.